# Sherlock Holmes et la Diva

Sherlock Holmes et la Diva (Sherlock Holmes and the Leading Lady) est un téléfilm britannique réalisé par Peter Sasdy, diffusé en 1991 au Canada et en 1992 aux États-Unis. En France, ce téléfilm a été édité pour la première fois en 2013 par Showshank Films (au format DVD) en version sous-titrée accompagnée d'un doublage français réalisé pour la première diffusion du téléfilm au Québec.
Christopher Lee et Patrick MacNee incarnent respectivement Sherlock Holmes et le Docteur Watson, rôles qu'ils avaient chacun déjà tenu séparément dans le film Sherlock Holmes et le Collier de la mort (1962) et le téléfilm Sherlock Holmes à New York (1976). Sherlock Holmes et la Diva est le premier volet d'une série de deux téléfilms mettant en scène ce duo d'acteurs, le second étant Incident aux chutes Victoria (1992). Après leur diffusion, les deux films ont d'abord été édités en VHS sous une forme écourtée (en territoire anglophone uniquement), avant de connaître des rééditions intégrales en DVD.
L'intrigue se déroule en 1910, dans un contexte diplomatique européen tendu, alors que Sherlock Holmes a perdu la jeunesse de ses premières enquêtes, mais conserve son dynamisme. L'enquête se concentre sur la recherche d'un détonateur révolutionnaire ainsi que de ses plans, volés par un groupuscule dont les intérêts doivent aussi être démasqués.

## Synopsis

### Première partie
Un ingénieur autrichien, le Dr Froelich, met au point un détonateur télécommandé, offrant un important avantage technique à l'État qui le possédera. Froelich offre cette invention à l'ambassadeur du Royaume-Uni, Sir Reginald, mais le prototype ainsi que les plans sont volés par deux inconnus. Un papier tombé d'une poche indique que les bandits vont se rendre à l'opéra le soir même. Froelich s'y rend pour récupérer son invention, rencontre l'un des voleurs, mais leur confrontation se termine par la chute fatale de l'ingénieur depuis les coulisses techniques en hauteur. 
Mycroft Holmes, du gouvernement britannique, engage son frère Sherlock pour enquêter et empêcher que l'arme tombe entre les mains ennemies. Le détective part à Vienne avec Watson. Il y rencontre l'ambassadeur volé, puis se rend à l'opéra du meurtre. Il y repère certains personnages suspects, dont un dénommé Winterhauser qui se déclare de la police autrichienne et met en garde le détective sur sa présence peu appréciée en territoire autrichien. Holmes découvre surtout que la cantatrice sur scène est Irène Adler, rencontrée plus de 20 ans auparavant dans Un scandale en Bohême. Holmes invite Adler au restaurant pour l'interroger, tout en laissant un certain marivaudage courtois s'installer.
Pour l'aider dans son enquête, un dénommé Makepeace veut s'associer à Holmes pour être son assistant à la place de Watson qui se fait vieux. La difficulté de l'enquête provient du manque d'attention des témoins (Irène Adler, le directeur d'opéra, l'acteur Eberhardt Bohm qui se trouvait près du lieu du meurtre avec une amante qui se révèle être la femme de l'ambassadeur), qui se souviennent souvent d'avoir entendu quelqu'un ou vu une silhouette, mais n'y ont pas prêté attention et ne peuvent se souvenir des détails de son apparence. Quant à l'employé surveillant l'entrée de l'opéra, que Watson suspecte de cacher des informations, son ignorance se révèle être due à son absence momentanée pour aller boire un verre.
Selon une description approximative de l'ambassadeur, l'un des voleurs aurait la silhouette d'une femme, ce qui laisse penser à Holmes qu'il pourrait s'agir d'Irène Adler elle-même. Le manteau déchiré du voleur est retrouvé dans sa loge mais ne correspond pas à sa taille, ce qui l'élimine rapidement des suspects. Adler ayant probablement croisé le voleur et meurtrier dans les coulisses, Holmes l'emmène voir le docteur Sigmund Freud pour que celui-ci parvienne à lui faire revenir l'image de cet instant en mémoire. La tentative échoue, mais soulève un cauchemar récurrent d'Adler qui semble connaitre dans son subconscient l'homme qui tient les ficelles de toute cette affaire.
Parallèlement à l'enquête, le spectateur omniscient apprend que les voleurs appartiennent à un groupuscule terroriste aux motivations encore mystérieuses, à la tête duquel se trouve l'espion Oberstein, ayant participé au vol. L'autre voleur est quant à lui le petit ami de la femme de chambre d'Irène Adler.
Holmes apprend que Makepeace, son « assistant », a disparu avec la liste des agents étrangers résidant à Vienne. Il devient le suspect no 1. Holmes se doute qu'il sera présent à une soirée donnée chez le ministre autrichien des affaires étrangères et parvient à l'y retrouver. Cependant, Makepeace montre à Holmes qu'il a pris la liste pour l'aider dans l'enquête. Holmes découvre ainsi le nom d'un certain nombre d'espions, et notamment que le dénommé Winterhauser est un espion du tsar Nicolas II. L'épisode se clôt par un cliffhanger : une jeune femme, peut-être Irène Adler, est assassinée de nuit par un inconnu.

### Deuxième partie
La jeune femme assassinée est la femme de chambre d'Irène Adler. C'est néanmoins Adler elle-même qui était visée : la bonne portait les vêtements de sa maitresse. Peu après, c'est au tour de Makepeace d'être retrouvé assassiné, avec les plans du détonateur dans la poche. Holmes démontre néanmoins que les plans sont des faux, placés dans la poche de Makepeace par les meurtriers. 
Holmes parvient à comprendre qu'Oberstein joue un rôle crucial dans cette affaire et se rend chez lui. Grâce à certains indices sur place, il découvre qu'un espion hongrois nommé Laslo Karparti est venu à cet endroit pour acheter les plans du détonateur. En partant, Holmes rencontre Oberstein et le poursuit jusqu'en haut d'un bâtiment duquel l'espion tombe mortellement après un combat à mains nues avec le détective.
Holmes part sur la piste de Karpati alors que le spectateur omniscient apprend que le groupuscule d'Oberstein est constitué de nationalistes bosniaques voulant commettre un attentat avec le prototype de détonateur dont ils disposent toujours. Holmes retrouve Karpati dans un bar à jeunes femmes, et conclut de lui racheter les plans le lendemain matin. À l'heure dite, trois acheteurs se présentent chez Karpati : Holmes, Winterhauser (espion russe) et un espion allemand. La tension monte rapidement, chacun étant armé et voulant s'emparer des plans. Holmes parvient à s'en emparer et les détruit en les jetant dans le feu de cheminée.
Le prototype de détonateur volé doit encore être retrouvé. Holmes essaie de suivre une piste à partir d'une broche volée à la femme de l'ambassadeur, mais la recherche est infructueuse. Les membres du groupuscule bosniaque veulent supprimer Holmes qui a tué leur leader. Ils décident pour cela de l'attirer en kidnappant Irène Adler à l'opéra, peu après qu'elle a demandé Holmes en mariage – le détective refuse le mariage malgré l'entretien d'un marivaudage sans ambigüités sur ses sentiments.
Holmes cherche à retrouver Adler et aboutit au quartier général des Bosniaques où la jeune femme est enfermée. D'abord pris au piège, Holmes parvient néanmoins à être sauvé par Watson qui tue l'un des révolutionnaires, tandis que le second est tué par Eliot Ness, agent américain ayant véritablement existé, ici rival de Holmes vis-à-vis de ses sentiments pour Irène Adler. Holmes se débarrasse de Ness en l'envoyant sur une fausse piste en Bosnie.
La psychanalyse d'Irène Adler reprend, et le cauchemar mystérieux parvient finalement à être interprété de la manière suivante : l'attentat fomenté par les Bosniaques vise l'empereur d'Autriche-Hongrie François-Joseph, et va être perpétré à la prochaine représentation d'opéra où l'empereur sera présent. Holmes s'y rend, et repère un dénommé Franz Hoffman, critique de théâtre d'origine bosniaque, présent dans la salle. Pendant que Holmes poursuit Hoffman dans les coulisses, qui attend le moment opportun pour déclencher le détonateur, Watson trouve la bombe cachée près de l'empereur et part la jeter dans le Danube. L'attentat est donc évité et Franz Hoffman, constatant que le détonateur a été pressé sans succès, essaie de passer par les coulisses techniques pour atteindre l'empereur, mais tombe mortellement de manière semblable au Dr Froelich en début d'affaire. L'affaire est close et Holmes est salué par l'empereur dont il a permis de sauver la vie. 

## Fiche technique
- Titre original : Sherlock Holmes and the Leading Lady
- Titre français : Sherlock Holmes et la diva
- Réalisation : Peter Sasdy
- Production déléguée : Harry Alan Towers
- Scénario : Bob Shayne
- Pays d'origine : Grande-Bretagne
- Durée : 180 minutes (2 × 90 minutes)
- Une partie du film a été tournée au Grand-Duché de Luxembourg, notamment dans le château de Bourglinster

## Distribution
- Christopher Lee : Sherlock Holmes (VF : Jean Topart)
- Patrick Macnee : Docteur Watson (VF : Jean Berger)
- Morgan Fairchild : Irène Adler
- John Bennett : Sigmund Freud
- Engelbert Humperdinck : Eberhardt Bohm
- Tom Lahm : Eliot Ness